# Josef Baxa
Josef Baxa (* 31. prosince 1959 Klatovy) je český soudce, od srpna 2023 předseda Ústavního soudu ČR, v letech 2003 až 2018 předseda Nejvyššího správního soudu ČR, v letech 1998 až 2002 náměstek ministra spravedlnosti ČR. Podílel se na založení Právnické fakulty ZČU v Plzni, kde přednáší trestní právo, je také spoluautorem komentářů k trestnímu řádu a daňovém řádu.

## Život
Narodil se v klatovské porodnici, rodina však žila v malé vesnici Libákovice. Otec byl voják z povolání z rodiny sedláků a člen KSČ, během normalizace byl ze strany vyloučen. Otec byl z Otěšic, matka a její předkové žili v Libákovicích.
První část základní školy navštěvoval v Řenčích, druhou pak v Přešticích, kde studoval i gymnázium. Baxa jezdil rád na motorce, na té v létě 1976 jako šestnáctiletý způsobil vážnou dopravní nehodu. Se svou motorkou Jawa Pionýr najel do auta v protisměru. Při nehodě byl těžce zraněn, spolu s ním však i jeho bratr, který s ním na motorce cestoval. Za nehodu byl odsouzen k podmíněnému trestu.
Matku jeho rozhodnutí studovat práva zklamalo, v jejím prostředí se povolání právníka netěšilo velké důvěře. Vystudoval Právnickou fakultu UK v Praze, jeho diplomová práce mělá téma Historický vývoj občanského zákonodárství na území ČSSR. Po dokončení studií nastoupil jako justiční čekatel u Okresního soudu Plzeň-město. V roce 1983 složil rigorózní zkoušku a oženil se. Jeho žena je lékařka.

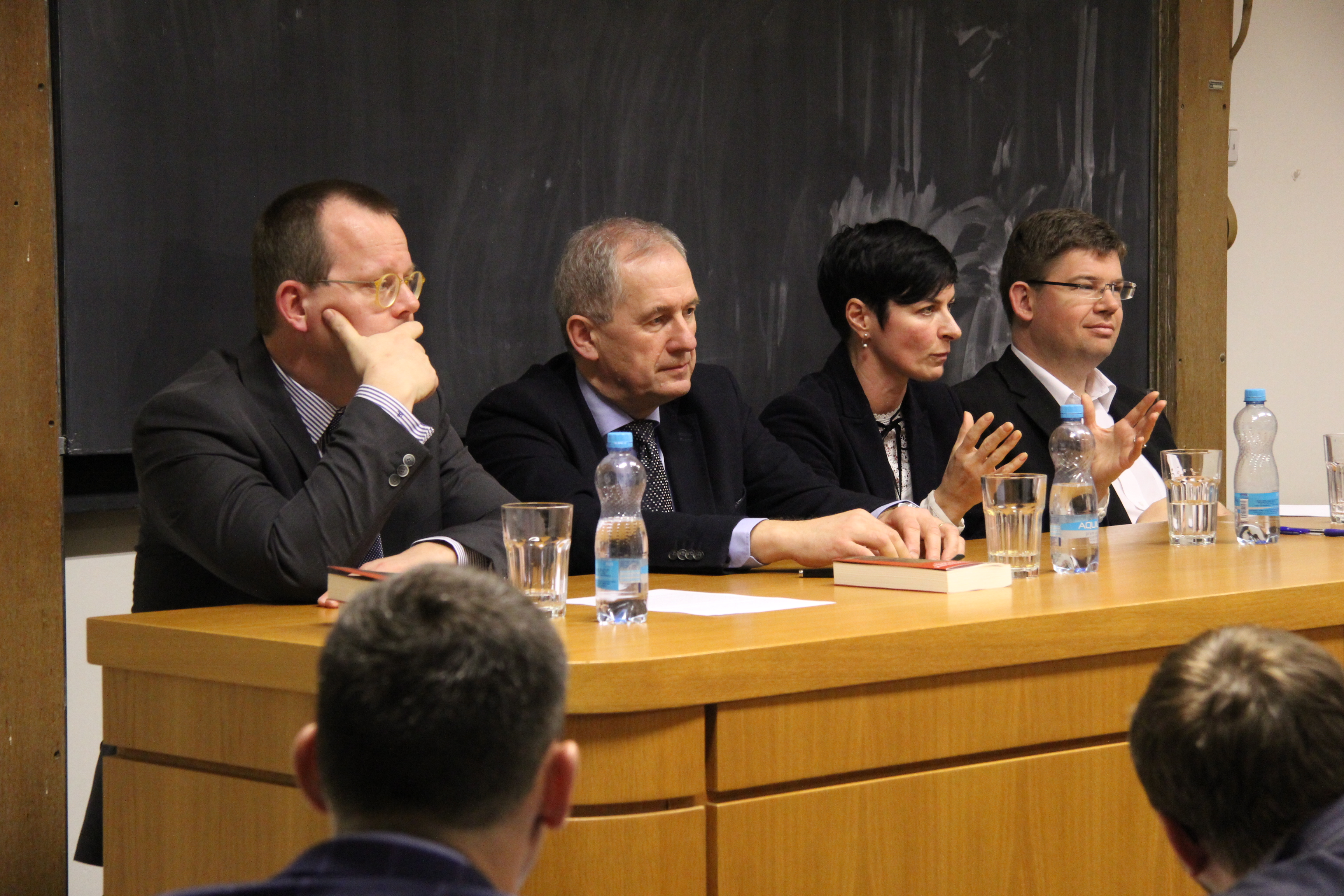
Panelová diskuze PF UK na téma státní zastupitelství. Zleva sedí: Jan Lata, Josef Baxa, Lenka Bradáčová a Jiří Pospíšil

Justiční zkoušky složil v září 1984, kdy mu bylo 24 let. Ještě před oficiálním jmenováním ho předseda poslal soudit trestní kauzy pod jménem staršího kolegy. V roce 2019 uvedl, že v té době ještě neměl dostatek zkušeností k výkonu povolání soudce. V jednom ze svých prvních případů zprostil obžaloby disidenty a signatáře Charty 77 Heřmana Chromého a Vladimíra Líbala, obviněné z výtržnictví a pobuřování, když se během svého vystoupení v plzeňském HiFI Clubu na motivy desky Joe´s Garage Franka Zappy objevili na scéně nazí. V roce 1985 odsoudil sedmnáctiletého studenta z Plzně za pokus o emigraci na Západ, uložil mu dvouletou podmínku (tento případ byl v souvislosti s kandidaturou Roberta Fremra na ústavního soudce jako jediný Baxův politický proces nalezen v archivu).
Roku 1988 se stal kandidátem členství KSČ, do strany však již nevstoupil, pravděpodobně i kvůli svému odmítnutí odsoudit petici Několik vět. Sám uvádí, že snažil vstoupit do Československé strany socialistické, kde ho však odmítli přijmout.
Od roku 1989 byl soudcem u Krajského soudu v Plzni, jehož se stal později také místopředsedou. Po sametové revoluci se jako soudce tohoto soudu věnoval rehabilitacím odsouzených z 50. let. Když v roce 1991 vznikla Západočeská univerzita v Plzni, připojil k iniciativě usilující o právnické fakulty. Ta byla založena v roce 1993, po jejím založení tam začal učit trestní právo.
V letech 1998 až 2002 působil jako první náměstek ministra spravedlnosti, mimo jiné tehdy společně s tehdejším ministrem Otakarem Motejlem iniciovali zahájení prací na věcném záměru nového občanského zákoníku. V roce 2002 byl jako soudce přeložen z Krajského soudu v Plzni na Vrchní soud v Praze na úsek správního soudnictví. Později přešel na Nejvyšší správní soud (NSS), 2. ledna 2003 byl jmenován jeho předsedou. V roce 2009 se stal Právníkem roku v oboru správní právo.
Funkci předsedy NSS vykonával do 30. září 2018, kdy jej na této pozici vystřídal do té doby místopředseda NSS Michal Mazanec. V lednu 2019 v rozhovoru pro Deník N poukázal na případy, kdy se prezident republiky Miloš Zeman a jeho kancléř Vratislav Mynář podle jeho slov pokoušeli ovlivnit rozhodování soudů, a označil to za „zklamání“.
V dubnu 2023 prezident Petr Pavel oznámil, že jej odborná komise navrhla do funkce soudce Ústavního soudu. Senátní ústavně-právní výbor nicméně schválení Baxy senátnímu plénu nedoporučil. Naopak senátní výbor pro lidská práva jeho schválení doporučil. Dne 31. května 2023 nakonec Senát PČR vyjádřil souhlas s prezidentovou nominací Baxy na soudce Ústavního soudu, když jej schválil 63 hlasy od 79 přítomných senátorů. 5. června 2023 prezident Pavel Baxu soudcem Ústavního soudu jmenoval. Dne 4. srpna 2023 jej prezident ČR jmenoval předsedou Ústavního soudu ČR, a to s účinností od 8. srpna 2023. Vystřídal tak po dvaceti letech Pavla Rychetského.